# Vu Csi
Vu Csi (Wu Qi) (i. e. 440-381) jelentős hadvezér, politikus és legista gondolkodó a hadakozó fejedelemségek korában. A hagyomány egy, a nevét viselő hadművészeti könyvet is tulajdonít neki, amelyet gyakorta Szun-ce (Sunzi) legendás, A háború művészete című művével együtt emlegetnek.

## Élete és tevékenysége
Vu Csi (Wu Qi) i. e. 440-ben született. Ekkor Kínában, a Hadakozó Fejedelemségek korában a kisebb nagyobb államok vívták egymással szüntelennek látszó hegemón-háborúikat. A világ túlsó felén nem kevésbé véráztatta, zűrzavaros történelmi korszakban Vu Csi (Wu Qi) kortársai közt olyan kimagasló gondolkodókat, hadvezéreket éltek mint Xenophón (i. e. 430? - i. e. 355), Szókratész (i. e. 469 - i. e. 399), Platón (i.e. 427 - i. e. 347), vagy Lüszandrosz (i. e. 410 körül), a spártai hajóhad parancsnoka.
Vu Csi (Wu Qi) Véj (Wéi)ben 衛 született, az aprócska, történelmi jelentőséggel alig bíró államban. Fiatalon Véj (Wéi) keleti szomszédjába, Luba 魯, Konfuciusz szülőföldjére települt át, ahol is első tanulmányait folytatta, természetesen konfuciánus szellemben, és ahol Lu uralkodójának szolgálatában állt. Harmincéves kora körül, háta mögött egy dicsőséges győzelemmel, amelyben Lu hadvezéreként vereséget mértek az erős Csi (Qi) 齊 seregére, riválisai konspirációja miatt a három részre szakadt egykori Cin (Jin) 晉 fejedelemség Vej (Wei) 魏 államába távozott.
A jelentős konfuciánus hagyományokkal rendelkező Vej (Wei)ben, Menciusz 孟子 és Vej Liao (Wei Liao) 尉繚 szülőföldjén úgy látszott, végre kiteljesítheti képességeit. Előbb Ven (Wen) fejedelmet (Vej Ven hou (Wei Wen hou) 魏文侯) szolgálta, aki kinevezte őt a Nyugati Folyó protektorának (Hsziho shou (Xihe shou) 西河守), vagyis annak a területnek a kormányzását, irányítását és felügyeletét bízta rá, ahol Vej (Wei) legkényesebb határai húzódtak. Nyugatról az egyre erősödő roppant Csin (Qin) 秦 állam kívánt terjeszkedni, míg keletről Han 韓 jelentette a „harapófogó” másik fogát ennek, az anyaországtól földrajzilag különálló területnek. Vu Csi (Wu Qi) sikerrel látta el feladatát, és Ven (Wen) fejedelmet több mint tíz évig, a fejedelem haláláig, i. e. 397-ig szolgálta.
A Vej (Wei)ben történt trónváltást követően, Vu Csi (Wu Qi) megmaradt az új uralkodó Vu (Wu) fejedelem (Vej Vu hou (Wei Wu hou) 魏武侯) szolgálatában is. A neki tulajdonított, a nevét viselő Vu-ce (Wuzi) 《吳子》 című műből megállapítható, hogy Vu Csi (Wu Qi) művét is a Vej (Wei)ben töltött kb. huszonöt esztendeje alatt írhatta valamikor.
Vej (Wei)ből végül is újabb konspiráció miatt dicstelenül kellett távoznia valamikor i. e. 384 és i. e. 386. között. Az ötvenes évei derekán járhatott, amikor kiváló hadvezéri képességeiről több ízben bizonyságot téve, számos sikeres háborúban és ütközetben valamint a magas politikában szerzett gyakorlattal, tapasztalattal a tarsolyában Csu (Chu)ban 楚 talált menedéket. Csu (Chu) államban ez idő tájt Tao (Dao) király (Csu Tao vang (Chu Dao wang) 楚悼王) uralkodott, aki fogékonynak mutatkozott a nem csak hadvezérnek, de politikusnak egyaránt kiváló Vu Csi (Wu Qi) forradalmian bátor, legista szellemű reformjai iránt. Rövid időn belül miniszterré nevezte ki Vu Csi (Wu Qi)t, aki jelentős reformokat próbált életbe léptetni a patriarchális arisztokrácia ellen. Csökkentette a hivatalnokok számát, a hivatalokat és a jövedelmeket elvette azoktól, akiknek csak a harmadik őse kapta azokat hajdanán, az arisztokratákat pedig a lakatlan területek benépesítésére vezényelte ki, a határvidékekre. Valószínűleg egy állandó hadsereg megteremtésére is törekedett. Reformjai szerénynek tűnhetnek ugyan, de bizonyos értelemben valamennyi a patriarchális arisztokrácia érdekei ellen irányult, és a királyi hatalom megerősítését célozta. Vu Csi (Wu Qi) reformkísérletei azonban elbuktak, az őt pártfogoló Tao (Dao) király halálakor (i. e. 381.) a gyűlölködő arisztokraták a király holtteste mellett halálra nyilazták.
Vu Csi (Wu Qi) a legista szellemben végrehajtott politikai, gazdasági, közigazgatási és katonai reformok első jelentős képviselői közt tarthatják számon. Hasonló kísérletekre került sor Csin (Qin)ben, amelyek a szinténVej (Wei)ből elvándorolt Sang Jang (Shang Yang) 魏商鞅 nevéhez fűződnek, és amelyek végül, i. e. 221-ben az egységes Kína megteremtéséhez is vezettek.